# Сонцеподібні осциляції
Сонцеподібні осциляції — коливання (осциляції) у зорях, що виникають внаслідок того ж механізму, що і сонячні осциляції, а саме внаслідок турбулентної конвекції у зовнішніх шарах зорі. Коливання являють собою стоячі моди тиску і комбінації тиску і гравітації, що виникають в деякому інтервалі частот і мають дзвоноподібний розподіл амплітуд. На відміну від ситуації із створюваним непрозорістю механізмом осциляції, у цій ситуації виникають усі моди в даному інтервалі частот, що сприяє більш легкому виявленню осциляцій. Конвекція на поверхні також призводить до загасання мод, кожна з яких може бути представлена в просторі частот Лоренца кривої, при цьому ширина кривої відповідає часу життя моди коливань: чим швидше загасає мода, тим ширше крива Лоренца. Всі зорі з областями поверхневої конвекції, як вважається, можуть мати сонцеподібні осциляції. Серед таких зір можна згадати холодні зорі головної послідовності (з температурою поверхні до 7000 K), субгіганти та червоні гіганти. Оскільки амплітуди осциляцій малі, їхнє дослідження в основному проводиться при спостереженнях на космічних апаратах (в основному, COROT і Kepler).
Дані про сонцеподібні осциляції використовуються для визначення мас і радіусів зір, що володіють планетами, і також використовуються при уточненні вимірювань мас і радіусів планет.
У червоних гігантів спостерігаються змішані моди, які є чутливими до властивостей ядра зорі. Дані про такі осциляції використовуються для відділення червоних гігантів, в надрах яких йдуть термоядерні реакції горіння гелію, від червоних гігантів, що знаходяться на стадії горіння водню в шаровому джерелі, для доказу того, що ядра червоних гігантів обертаються повільніше, ніж передбачають моделі, і для отримання обмежень для оцінок внутрішніх магнітних полів у ядрах зір.

## Ешеле-діаграми

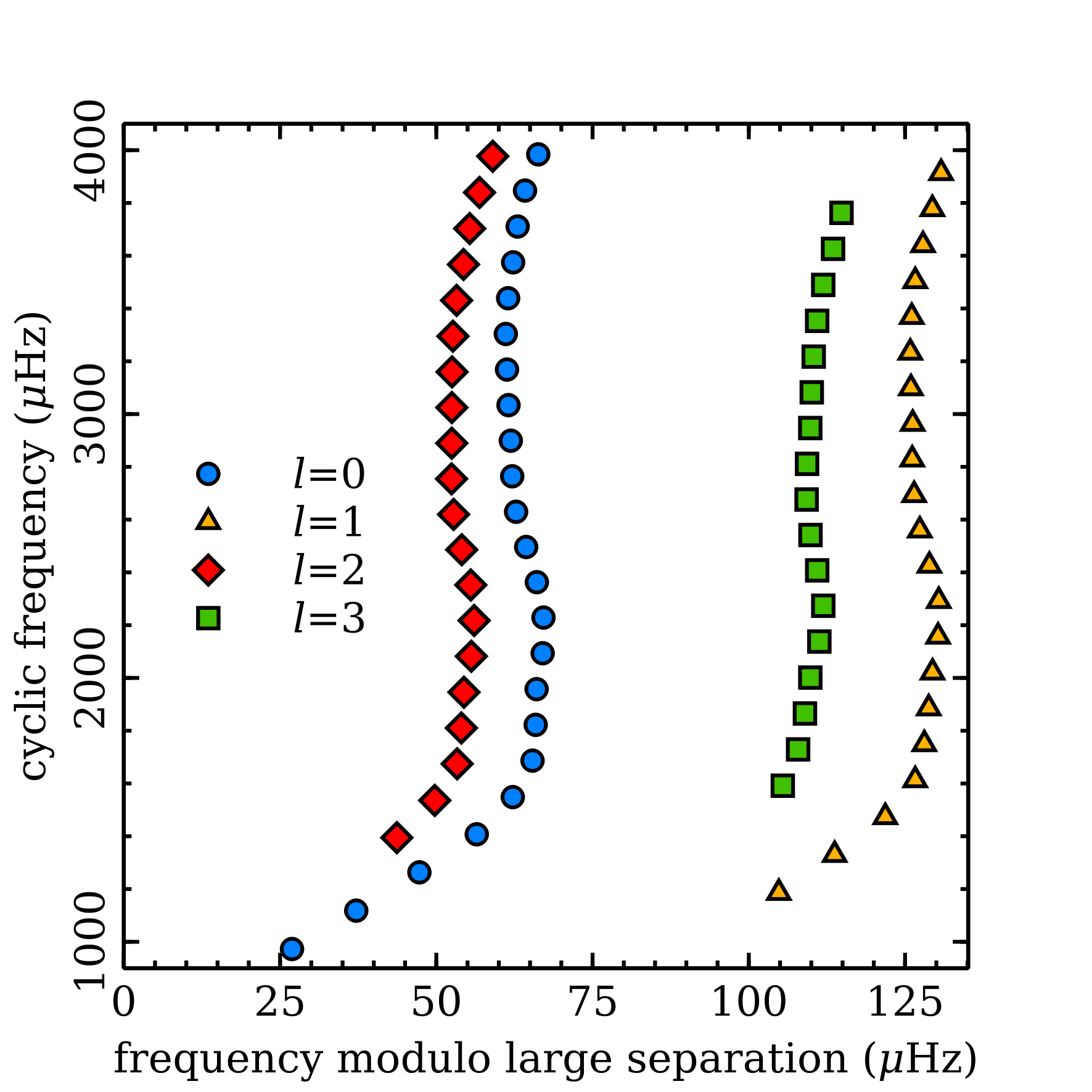
Ешелле-діаграма для Сонця, побудована за даними Birmingham Solar Oscillations Network (BiSON). Моди з однаковим кутовим числом утворюють майже вертикальні лінії на високих частотах, як і передбачає асимптотичну поведінку частот мод.

Пік потужності коливань посідає нижчі частоти більших зір. Для Сонця моди з найбільшими амплітудами розташовуються на частоті близько 3 мГц при {\displaystyle n_{\mathrm {max} }\approx 20}, змішані моди не спостерігаються. Для більш потужних зір і пізніших стадій еволюції моди мають менший радіальний порядок і в цілому менші частоти. У зір на пізніших стадіях еволюції спостерігаються змішані моди, які, в принципі, можуть існувати і в зорях головної послідовності, але такі моди повинні мати занадто малі частоти і малі амплітуди, тому їх складно спостерігати. Вважається, що моди тиску високого порядку за даного значення {\displaystyle \ell } повинні бути майже рівномірно розподілені за частотами, характерні проміжки позначаються як {\displaystyle \Delta \nu }. Дані висновки свідчать про доцільність побудови ешеле-діаграми, на якій моди з певним значенням {\displaystyle \ell } утворюють майже вертикальні смуги.

## Масштабні співвідношення
Частота осциляції найбільшої потужності, як прийнято вважати, змінюється приблизно з граничною акустичною частотою, при перевищенні якої хвилі можуть поширюватися в атмосфері зірки. Таким чином,
{\displaystyle \nu _{\mathrm {max} }\propto {\frac {g}{\sqrt {T_{\mathrm {eff} }}}}.}
Аналогічно, {\displaystyle \Delta \nu } приблизно пропорційно квадрату густини:
{\displaystyle \Delta \nu \propto {\sqrt {\frac {M}{R^{3}}}}.}
При оцінці ефективної температури дані співвідношення дозволяють оцінити масу і радіус зорі на основі коефіцієнтів пропорційності, отриманих з даних про Сонце:
{\displaystyle M\propto {\frac {\nu _{\mathrm {max} }^{3}}{\Delta \nu ^{4}}}T_{\mathrm {eff} }^{3/2},}
{\displaystyle R\propto {\frac {\nu _{\mathrm {max} }}{\Delta \nu ^{2}}}T_{\mathrm {eff} }^{1/2}}
Також, якщо відома світність зорі, то температуру можна замінити на основі співвідношення між світністю абсолютно чорного тіла, його радіусом та температурою {\displaystyle L\propto R^{2}T_{\mathrm {eff} }^{4}}, що дає вирази
{\displaystyle M\propto {\frac {\nu _{\mathrm {max} }^{12/5}}{\Delta \nu ^{14/5}}}L^{3/10},}
{\displaystyle R\propto {\frac {\nu _{\mathrm {max} }^{4/5}}{\Delta \nu ^{8/5}}}L^{1/10}.}

### Приклади яскравих зір із сонцеподібними осциляціями
- Проціон
- Альфа Центавра A та B
- Мю Геркулеса